# The County Fair (1920)
The County Fair é um filme mudo do gênero drama produzido nos Estados Unidos e lançado em 1920.